# Мургенталь
Мургенталь (нім. Murgenthal) — громада  в Швейцарії в кантоні Ааргау, округ Цофінген.

## Географія
Громада розташована на відстані близько 50 км на північний схід від Берна, 22 км на південний захід від Аарау.
Мургенталь має площу 18,6 км², з яких на 8,2% дозволяється будівництво (житлове та будівництво доріг), 27,8% використовуються в сільськогосподарських цілях, 62,9% зайнято лісами, 1,1% не є продуктивними (річки, льодовики або гори).

## Демографія
2019 року в громаді мешкало 3013 осіб (+7% порівняно з 2010 роком), іноземців було 19,9%. Густота населення становила 162 осіб/км².
За віковим діапазоном населення розподілялося таким чином: 19,1% — особи молодші 20 років, 62,1% — особи у віці 20—64 років, 18,9% — особи у віці 65 років та старші. Було 1274 помешкань (у середньому 2,3 особи в помешканні).
Із загальної кількості 959 працюючих 58 було зайнятих в первинному секторі, 338 — в обробній промисловості, 563 — в галузі послуг.